# اچ‌ام‌اس نیوفاندلند (۵۹)
اچ‌ام‌اس نیوفاندلند (۵۹) (به انگلیسی: HMS Newfoundland (59)) یک کشتی است که طول آن 169.3 m (555.5 ft) می‌باشد. این کشتی در سال ۱۹۴۱ ساخته شد.